# Sant Pèire e Chananelha
Saint-Pierre-Colamine és un municipi francès situat al departament del Puèi Domat i a la regió d'Alvèrnia-Roine-Alps. L'any 2007 tenia 233 habitants.

## Demografia

### Població
El 2007 la població de fet de Saint-Pierre-Colamine era de 233 persones. Hi havia 104 famílies de les quals 32 eren unipersonals (8 homes vivint sols i 24 dones vivint soles), 24 parelles sense fills, 36 parelles amb fills i 12 famílies monoparentals amb fills.
La població ha evolucionat segons el següent gràfic:
Habitants censats

### Habitatges
El 2007 hi havia 186 habitatges, 102 eren l'habitatge principal de la família, 61 eren segones residències i 23 estaven desocupats. 173 eren cases i 7 eren apartaments. Dels 102 habitatges principals, 75 estaven ocupats pels seus propietaris, 21 estaven llogats i ocupats pels llogaters i 6 estaven cedits a títol gratuït; 4 tenien una cambra, 5 en tenien dues, 22 en tenien tres, 29 en tenien quatre i 42 en tenien cinc o més. 78 habitatges disposaven pel capbaix d'una plaça de pàrquing. A 51 habitatges hi havia un automòbil i a 41 n'hi havia dos o més.

### Piràmide de població
La piràmide de població per edats i sexe el 2009 era:
| Homes | Edats   | Dones |
| ----- | ------- | ----- |
| 0     | 95 o +  | 0     |
| 0     | 90 a 94 | 0     |
| 0     | 85 a 89 | 0     |
| 4     | 80 a 84 | 0     |
| 8     | 75 a 79 | 12    |
| 0     | 70 a 74 | 8     |
| 4     | 65 a 69 | 4     |
| 8     | 60 a 64 | 0     |
| 4     | 55 a 59 | 12    |
| 8     | 50 a 54 | 4     |
| 8     | 45 a 49 | 4     |
| 12    | 40 a 44 | 12    |
| 20    | 35 a 39 | 4     |
| 12    | 30 a 34 | 12    |
| 12    | 25 a 29 | 4     |
| 4     | 20 a 24 | 0     |
| 12    | 15 a 19 | 8     |
| 0     | 10 a 14 | 8     |
| 8     | 5 a 9   | 0     |
| 0     | 0 a 4   | 0     |

## Economia
El 2007 la població en edat de treballar era de 166 persones, 128 eren actives i 38 eren inactives. De les 128 persones actives 121 estaven ocupades (68 homes i 53 dones) i 7 estaven aturades (6 homes i 1 dona). De les 38 persones inactives 18 estaven jubilades, 8 estaven estudiant i 12 estaven classificades com a «altres inactius».

### Ingressos
El 2009 a Saint-Pierre-Colamine hi havia 105 unitats fiscals que integraven 240,5 persones, la mediana anual d'ingressos fiscals per persona era de 16.021 €.

### Activitats econòmiques
Dels 9 establiments que hi havia el 2007, 2 eren d'empreses de construcció, 2 d'empreses de comerç i reparació d'automòbils, 3 d'empreses d'hostatgeria i restauració i 2 d'empreses classificades com a «altres activitats de serveis».
L'únic servei als particulars que hi havia el 2009 era una lampisteria.
L'any 2000 a Saint-Pierre-Colamine hi havia 16 explotacions agrícoles que ocupaven un total de 984 hectàrees.

## Equipaments sanitaris i escolars
El 2009 hi havia una escola elemental integrada dins d'un grup escolar amb les comunes properes formant una escola dispersa.

## Poblacions més properes
El següent diagrama mostra les poblacions més properes.